# Burretiokentia grandiflora
Burretiokentia grandiflora là loài thực vật có hoa thuộc họ Arecaceae. Loài này được Pintaud & Hodel mô tả khoa học đầu tiên năm 1998.